# Micrografie

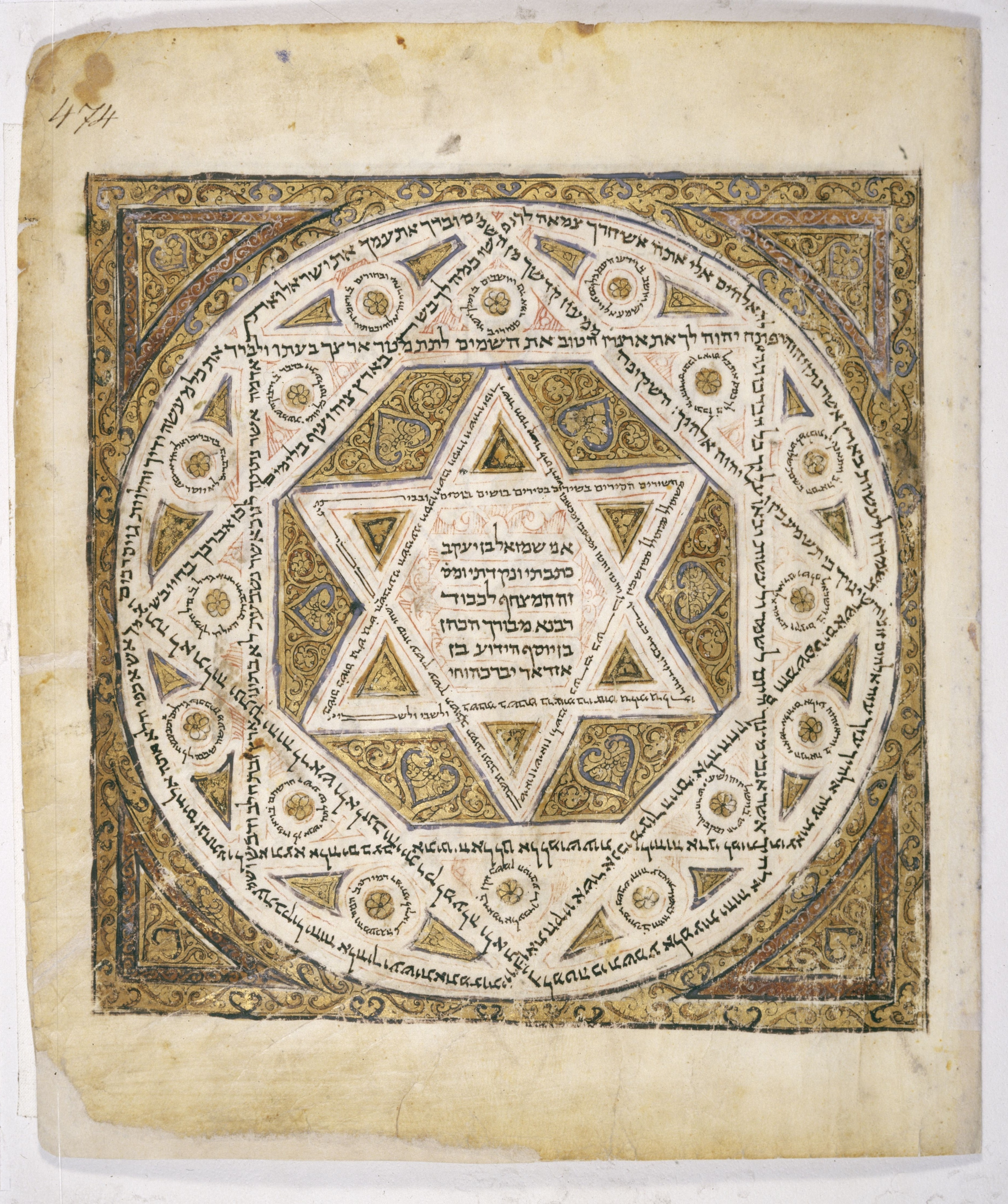
Davidster, Codex Leningradensis, ca. 1008.

Micrografie (uit het Grieks, letterlijk 'klein schrijven' – "Μικρογραφία") is een typisch Joodse kunstvorm voor het creëren van tekstversiering, die ontstond tussen de late 7e eeuw en de vroege 8e eeuw. De kunstenaar vormde zijn tekening aan de hand van honderden of duizenden minuscule Hebreeuwse lettertjes van een doorlopende tekst die samen de lijn van de tekening of een geometrisch of abstract patroon vormden. De teksten die gebruikt werden om micrografieën te maken stamden dikwijls uit de masoretische traditie.

## Ontstaan
De Hebreeuwse micrografie ontstond bij de Masorah-schrijvers of masoreten in Tiberias. De Masorah is het systeem van marginale nota’s bij de Bijbeltekst in codices (niet op Bijbelrollen) waarbij elk gebruikt woord gelijst werd en geteld werd hoe dikwijls en waar het voorkwam in de tekst en waarin advies gegeven werd over de te gebruiken klinkers, intonatie en dergelijke meer. De soferim, de rituele schrijvers, waren vertrouwd met zeer klein schrift, het schrijven van de tekst in figuren bood hen de mogelijkheid om creatief te zijn in hun taak.
Later werd Micrografie gebruikt bij de decoratie van Hebreeuwse Bijbelmanuscripten, zowel voor margedecoratie, tapijtpagina’s, decoratieve paneeltjes met beginwoorden (het equivalent van de versierde initialen in westerse manuscripten), versnummers en colofons. Masorethische Bijbels gebruiken twee verschillende schriftsoorten om het verschil te tonen tussen de hoofdtekst van de Bijbel, geschreven in twee of drie kolommen in een vierkant schrift en de Masoretische tekst in een micrografisch half-vierkant schrift, verweven tussen de kolommen en boven- en onderaan de bladzijde. Om de tekst te lezen moet men de lijn van de tekening volgen en het handschrift in alle mogelijke richtingen draaien om dit mogelijk te maken. De eerste micrografische kunstwerken zijn gevonden in Bijbelse manuscripten uit het Nabije Oosten, die versierd werden met geometrische figuren, meestal bogen.

## Geschiedenis

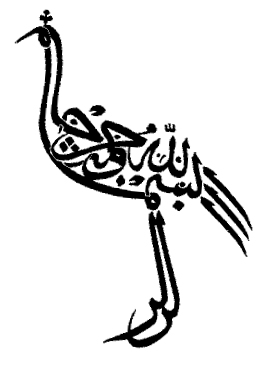
Islamitische kalligrafie, Ismâ'îl Zühdü, 1604-1605.

Het eerste gedateerde Hebreeuwse manuscript dat bewaard is gebleven, de Moshe Ben-Asher Codex van het boek Nevi'im (Profeten) (895-896, Caïro, synagoge van de Karaïten) bevat al micrografische Masorah-teksten, zowel als tapijtpagina’s als tussen de kolommen. De micrografie verspreidde zich van de regio Palestina en Egypte zuidwaarts tot in Jemen en noordwaarts naar Europa, waar het in de dertiende eeuw al standaard was bij de productie van luxe Bijbels. In Spanje waren de complexe, verweven non-figuratieve motieven een hoogtepunt in de Joodse kunst. Voor de margeversiering gebruikten de Spaanse Joden symbolen zoals de kandelaar, de levensboom en de Davidster. Heel af en toe werd het onderwerp van de Bijbeltekst gebruikt als onderliggende tekening voor de micrografie.
Volgens recent onderzoek zou de Catalaanse Micrography Mahzor (MS Heb 8°6527), nu bewaard in de Hebreeuwse nationale Bibliotheek van Israël. gemaakt zijn in het atelier van Ferrer Bassa. Dalia-Ruth Halperin  wil niet suggereren dat Ferrer Bassa of Arnau Bassa zelf de illustraties maakten, maar de stilistische overeenkomst tussen werk uit hun atelier en de marge decoratie in de Mahzor duiden erop dat een van hun medewerkers een Joodse artiest was die de joodse teksten schreef en de micrografieën maakte.
Bij de Sefardische en Asjkenazische Joden gebruikte men de met de tekst verweven microgrammen, maar in de margeversiering gebruikte men de klassiek marginalia uit de gotiek zoals planten, echte en fabeldieren en grotesken, maar dan getekend met de Masoretische teksten.
Bij de opkomst van de boekdrukkunst in de 15e eeuw werden minder handgeschreven Bijbels geproduceerd, maar de micrografie werd in stand gehouden voor het versieren van andere handgeschreven documenten zoals ketubbot (huwelijkscontracten) die dan werden versierd met de tekst van het Hooglied. Tot in de 19e en 20e eeuw werd micrografie door sommige kunstenaars gebruikt om allerlei zaken af te beelden, tot portretten toe.

## Carmina figurata

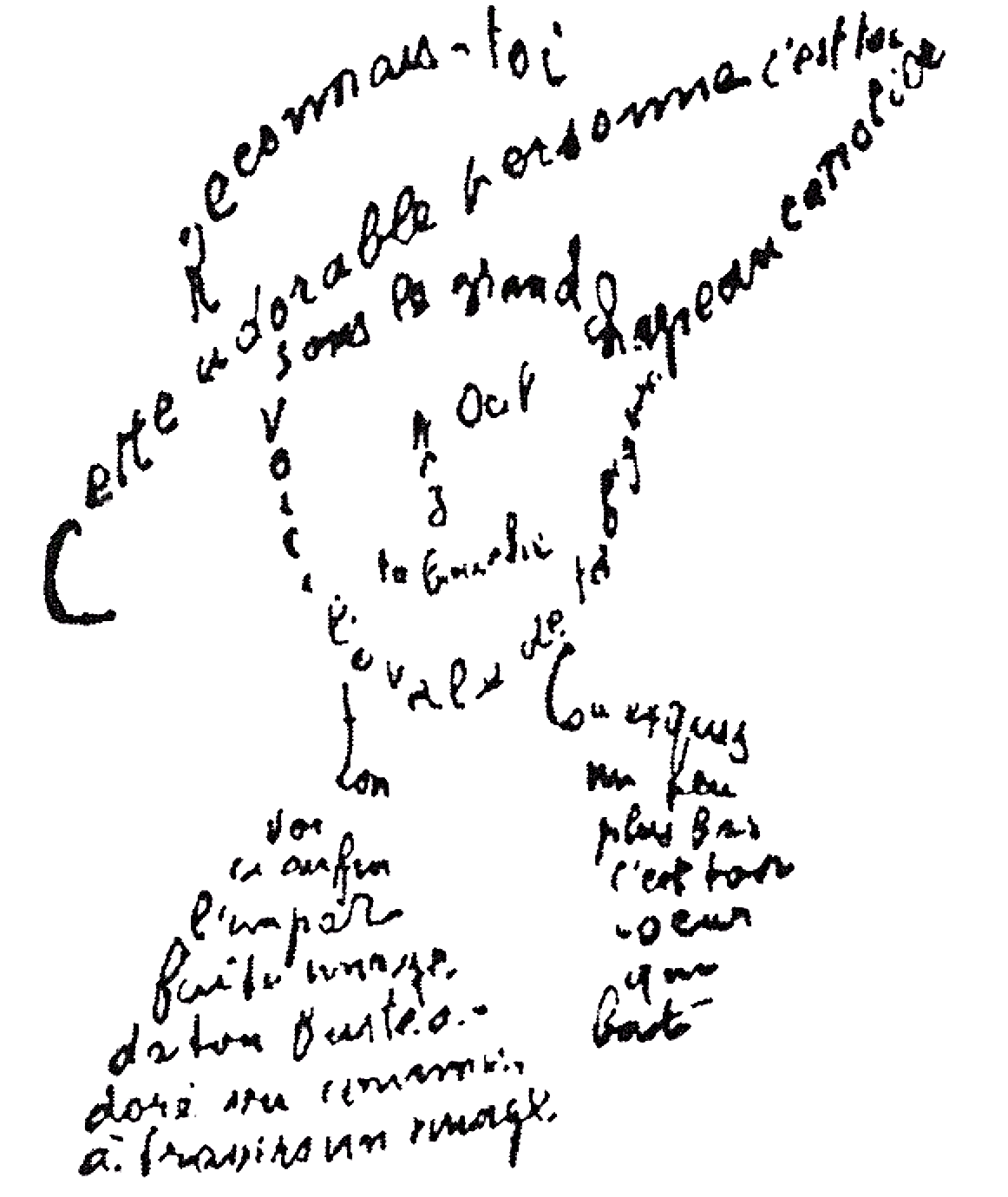
Guillaume Apollinaire, Poème du 9 février 1915

Een andere vorm van minuscuul schrift vinden we in de Carmina figurata, poëzie die ontstond in de klassieke oudheid en terug te vinden is in kopieën uit de Karolingische renaissance. Men heeft gedacht dat de micrografie hierin zijn oorsprong vond, maar bij nader toezien is er een wezenlijk verschil. In de micrografie vormt de geschreven tekst de omtrek van de getekende vorm terwijl in de Carmina figurata de vorm gemaakt wordt door lijnen van verschillende lengte, die onder elkaar geplaatst, de figuur vormen. Bovendien zijn de figuren de visuele weergave van de inhoud van het gedicht zodat er een direct verband is tussen figuur en tekst, dat is bij micrografie niet het geval of alleszins zeer zeldzaam. De oorsprong van de Carmina Figurata moet gezocht worden in de Islamitische kunst.
Ook de micrografie had misschien daar zijn bron. Micrografie ontstond in landen die deel uitmaakten van het Islamitische culturele milieu. Daar werd het geschreven woord dikwijls omgezet ik bewerkelijke ornamentele vormen. Deze, door de Islam sterk op de voorgrond geplaatste ornamentele kunst, heeft waarschijnlijk de Joden die in die landen leefden beïnvloed.

## Galerij

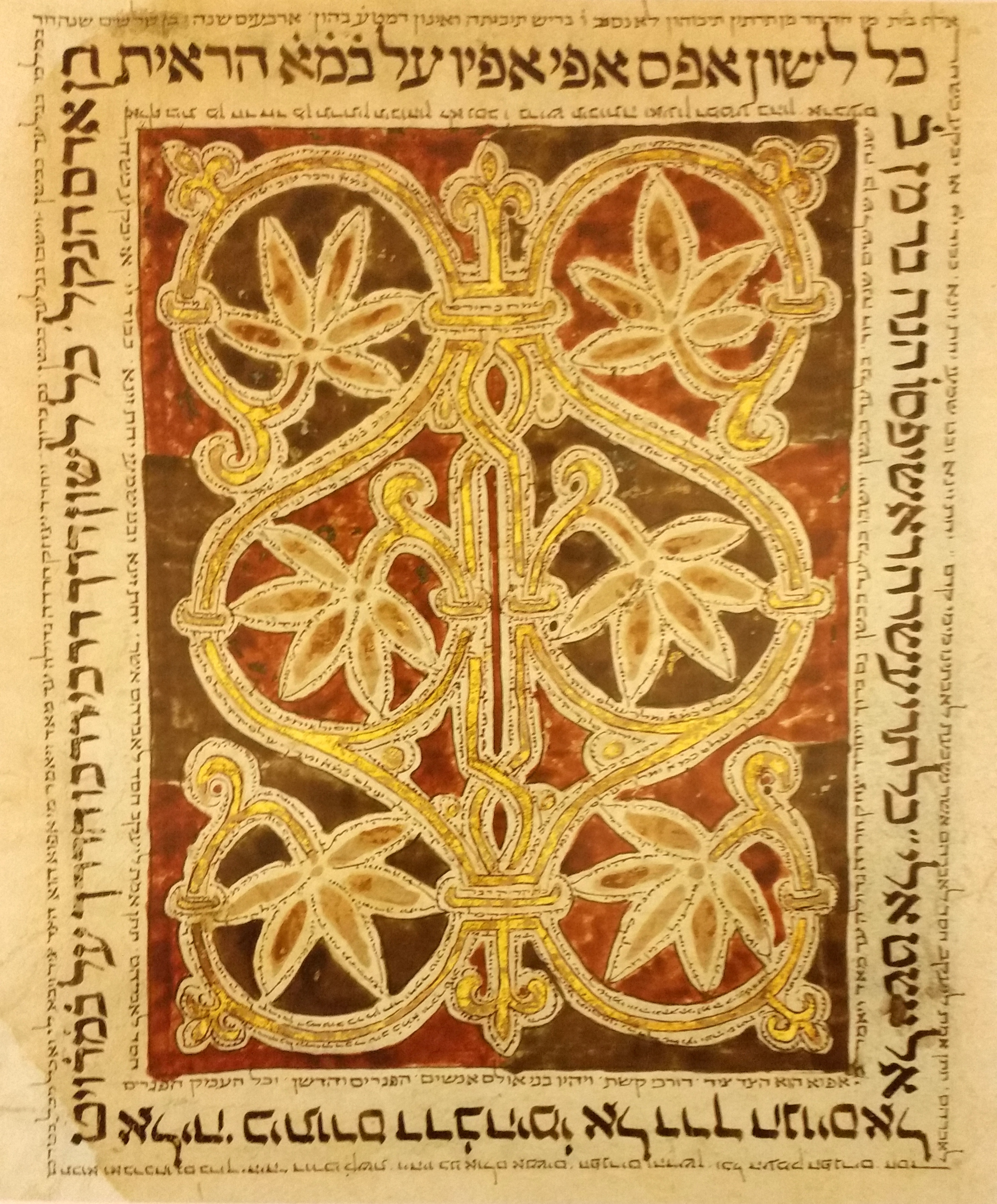
Een tapijtbladzijde uit de Burgos-Bijbel, Spanje, 1260, Hebreeuwse nationale Bibliotheek van Israël.
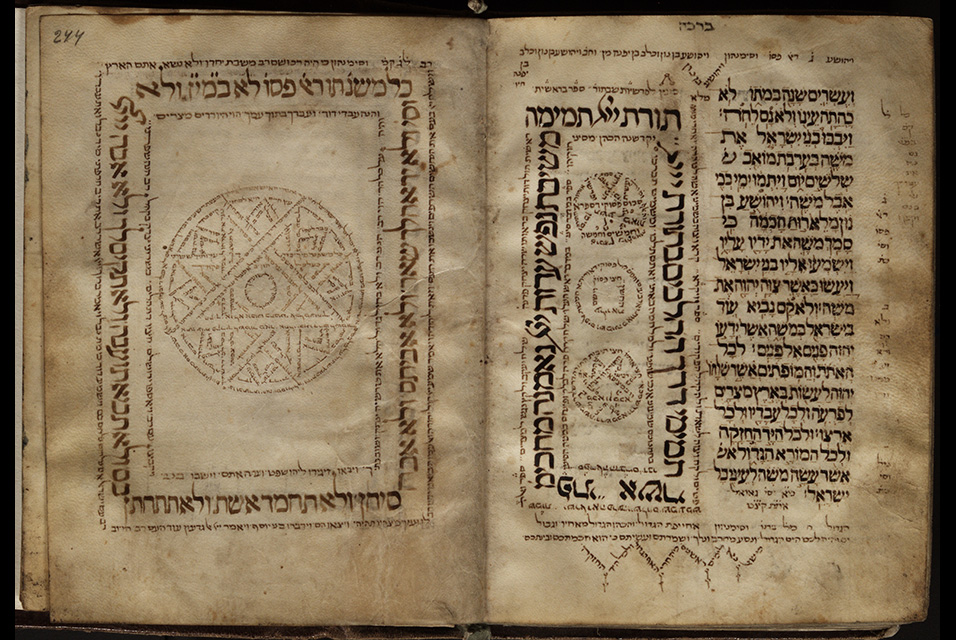
Pentateuch, tapijtpagina en marginale notities, 15e eeuw, Spanje
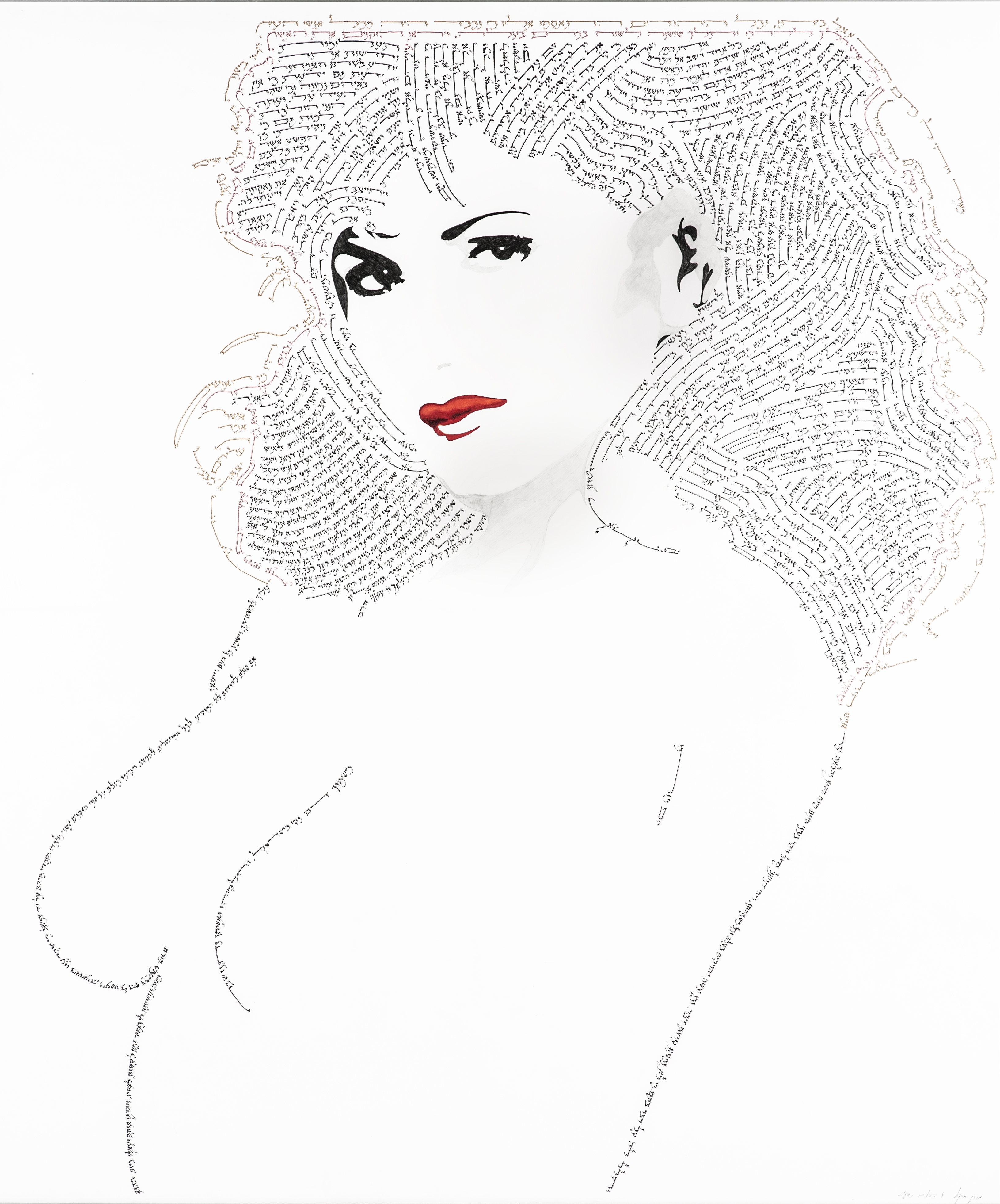
De badende Suzanna, modern werk in micrografische techniek